# Donald Finlay
Pour les articles homonymes, voir Finlay.
Donald Osborne Finlay, aussi connu sous le nom de Don Finlay (né le 27 mai 1909 à Christchurch et décédé le 18 avril 1970 à Great Missenden) est un athlète britannique, spécialiste des épreuves de haies, et un officier de la Royal Air Force (RAF). Au cours de sa carrière athlétique, il remporte deux médailles olympiques, un titre de champion d'Europe et un titre de champion de l'Empire britannique tout en améliorant, par deux fois, le record d'Europe du 110 mètres haies. 

## Carrière sportive

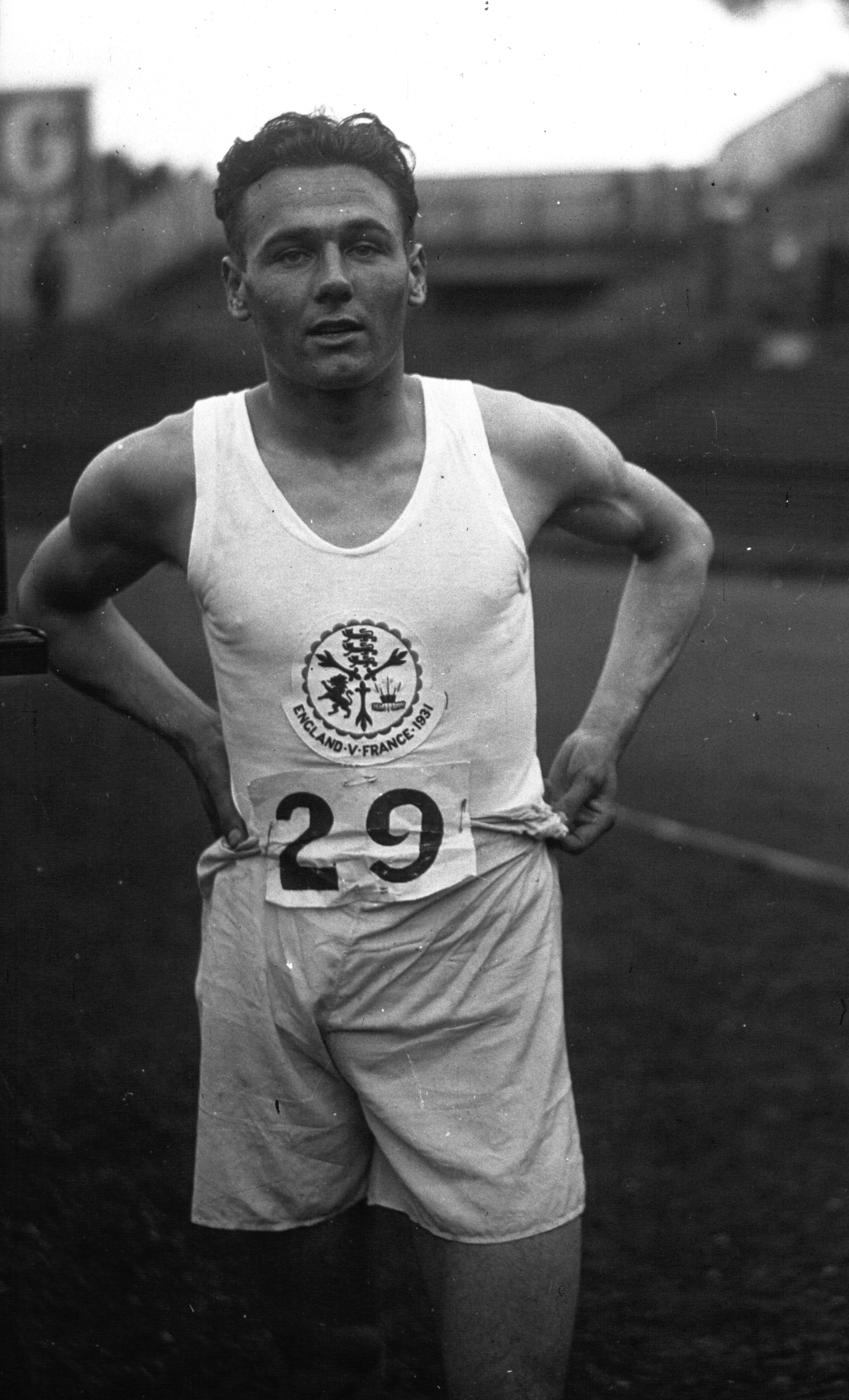
Donald Finlay lors du match France - Grande-Bretagne de 1931 à Colombes.

Membre du Milocarian Athletic Club et du Surrey Athletics Club (basé à Kingston upon Thames), il représente la Grande-Bretagne lors de trois olympiades différentes, avant et après la Seconde Guerre mondiale. Durant sa carrière, il porte également le maillot de la Grande-Bretagne lors de 16 matchs internationaux, au cours desquels il ne perd que deux des courses de haies sur lesquelles il était engagé. Une première contre Lord Burghley en 1931 lors d'un match contre l'Italie et une seconde contre John Thornton (en) en 1937 lors d'une rencontre opposant la Grande-Bretagne à l'Allemagne
Il est sélectionné en 1932 pour participer à l'épreuve du 110 mètres haies des Jeux olympiques de Los Angeles. Il y décroche une médaille de bronze en parcourant la distance en 14 s 8 et monte sur le podium derrière les américains George Saling et Percy Beard. Egalement aligné sur le relais 4 × 100 mètres avec le collectif britannique, il termine à la 6e place de l'épreuve.
En 1934, il participe aux Jeux de l'Empire britannique se déroulant à Londres. A cette occasion, sous les couleurs de l'Angleterre, il remporte son premier titre international en décrochant la médaille d'or du 120 yards haies. 
Il est de nouveau sélectionné pour participer au 110 mètres haies aux Jeux olympiques de 1936 se déroulant à Berlin. Le 6 août, à l'Olympiastadion, il devient vice-champion olympique de la discipline uniquement coiffé au poteau par Forrest Towns, ce-dernier battant le record du monde. De son côté, en parcourant la distance en 14 s 4, Finlay s'empare du record d'Europe de la discipline, détenu depuis 1931 par le finlandais Bengt Sjöstedt.  Avec l'équipe du relais 4 × 100 mètres britannique, il est éliminé en séries de la compétition.
Deux ans plus tard, en 1938, il prend part à la seconde édition des championnats d'Europe d'athlétisme se déroulant à Paris. Il remporte la course du 110 mètres haies en courant 14 s 3 et en battant de nouveau le record d'Europe de la discipline dont, entre-temps, le suédois Håkan Lidman l'en avait dépossédé. Ce dernier termine d'ailleurs second de cette finale. 
Toujours en forme physique après la guerre, il est choisi pour participer à l'olympiade de Londres, en 1948, en tant que capitaine de l'équipe britannique. Donald Finlay a, alors, l'honneur de prononcer le serment olympique lors de la cérémonie d'ouverture de l'évènement. Il ne franchit malheureusement pas les séries du 110 mètres haies puisqu'il chute et ne termine pas la course. 
En 1949, à l'âge de 40 ans, il remporte son huitième titre de champion d'Angleterre. Cette même année, il participe également aux Jeux militaires interalliés. Un an plus tard, en 1950, Donald Finlay participe à ses seconds Jeux de l'Empire britannique sur 120 yards haies. À Auckland, et à l'âge de 40 ans, il parvient à se hisser en finale et termine 5e de l'épreuve. 

## Carrière militaire
Finlay rejoint la Royal Air Force (RAF) en avril 1935 et est affecté au 17e Escadron. En 1936, il passe au 54e Escadron avant de fréquenter l'Ecole d'ingénierie aéronautique de la RAF à Henlow.
Lorsque la Seconde Guerre mondiale débute, Finlay retrouve son ancienne unité du 54e Escadron en tant que commandant, cette unité est alors équipée de Spitfire. Pendant la bataille d'Angleterre, le 54e Escadron est affecté à la base d'Hornchurch. Le 28 août 1940, Finlay est abattu au-dessus de Ramsgate et est légèrement blessé. Après avoir récupéré, il est nommé au commandement du 41e Escadron en septembre. Il remporte sa première victoire aérienne contre un Messerschmitt Bf 109 au dessus de la Manche le 23 septembre. Le 9 octobre 1940, il affronte en combat aérien l'as allemand Hans-Ekkehard Bob (en) qui lui endommage son appareil. A la fin du mois d'octobre, il est crédité d'une victoire aérienne «partagée» contre un deuxième Messerschmitt Bf 109 et contre un bombardier Dornier Do 17. Le 23 novembre, il abat un nouvel appareil dont le pilote, Günther Loppach, sera fait prisonnier. Quatre jours plus tard, il détruit un autre Messerschmitt 109.
Finlay est promu au grade de commandant d'escadre en août 1941. Il reçoit en juin 1942 la Distinguished Flying Cross. Son palmarès aérien est alors de 4 victoires aériennes, 2 victoires aériennes partagées, 3 appareils endommagés et 1 appareil endommagé partagé.
Finlay commande ensuite le 608e Escadron de la RAF, pilotant des Lockheed Hudson, au Moyen-Orient de décembre 1943 à juillet 1944. Il est de nouveau promu et devient Group captain (équivalent de colonel dans l'armée) et fut affecté au 210e Group. Peu après, en septembre 1944, il reçoit une Air Force Cross. En 1945, il part commander l'escadre n°906 en Birmanie.
La guerre terminée, Finlay reste dans la Royal Air Force et retourne en Angleterre. Il est alors affecté à la base d'Acklington, dont la chapelle contient un vitrail en son honneur. Il prend sa retraite de la Royal Air Force en 1959. 
En 1966, Finlay est gravement blessé et paralysé dans un accident de voiture. Les blessures et séquelles de cet accident entraînent sa mort le 19 avril 1970, à l'âge de soixante ans.
En 2012, le 41e Escadron, basé à Coningsby, a dévoilé un Panavia Tornado arborant une livrée spéciale célébrant Donald Finlay et ses médailles olympiques décrochées aux Jeux de 1932 et 1936.

## Palmarès
| Date                            | Compétition                     | Lieu                            | Résultat                        | Épreuve                         | Temps                           |
| Représentant la Grande-Bretagne | Représentant la Grande-Bretagne | Représentant la Grande-Bretagne | Représentant la Grande-Bretagne | Représentant la Grande-Bretagne | Représentant la Grande-Bretagne |
| ------------------------------- | ------------------------------- | ------------------------------- | ------------------------------- | ------------------------------- | ------------------------------- |
| 1932                            | Jeux olympiques                 | Los Angeles                     | 3e                              | 110 m haies                     | 14 s 8                          |
| 1932                            | Jeux olympiques                 | Los Angeles                     | 6e                              | 4x100 m                         | 41 s 4                          |
| Représentant l' Angleterre      |                                 |                                 |                                 |                                 |                                 |
| 1934                            | Jeux de l'Empire britannique    | Londres                         | 1er                             | 120 yards haies                 | 15 s 2                          |
| Représentant la Grande-Bretagne |                                 |                                 |                                 |                                 |                                 |
| 1936                            | Jeux olympiques                 | Berlin                          | 2e                              | 110 m haies                     | 14 s 4                          |
| 1936                            | Jeux olympiques                 | Berlin                          | Séries                          | 4x100 m                         | 42 s 4                          |
| 1938                            | Championnats d'Europe           | Colombes                        | 1er                             | 110 m haies                     | 14 s 3                          |
| 1948                            | Jeux olympiques                 | Londres                         | DNF                             | 110 m haies                     | -                               |
| Représentant l' Angleterre      |                                 |                                 |                                 |                                 |                                 |
| 1950                            | Jeux de l'Empire britannique    | Auckland                        | 5e                              | 120 yards haies                 | 14 s 7                          |

## Records
| Épreuve     | Marque | Lieu     | Date             |
| ----------- | ------ | -------- | ---------------- |
| 110 m haies | 14 s 3 | Colombes | 4 septembre 1938 |

## Honneurs et distinctions
- Distinguished Flying Cross (1942)
- Air Force Cross (1944)